# National Expressway 2
Der Eastern Peripheral Expressway oder Kundli–Ghaziabad–Palwal Expressway, abgekürzt KGP, oder National Expressway 2, abgekürzt NE2, ist eine 135 km lange, sechsspurige Schnellstraße, die durch die Bundesstaaten Haryana und Uttar Pradesh führt. Sie bildet zusammen mit dem National Expressway 1 einen Schnellstraßenring um Delhi.

## Geschichte
Der Eastern Peripheral Expressway wurde am 27. Mai 2018 von Premierminister Narendra Modi eingeweiht, um die Umweltverschmutzung in der National Capital Region (NCR) zu reduzieren. Die sechsspurige Autobahn verbindet Kundli und Palwal in Haryana über Ghaziabad und soll so die Straßen der NCR von Verkehrsstaus entlasten.